# 2009年香港電車股權轉易
2009年香港電車股權轉易為香港社會上其中一次矚目的股權轉易，由於是次股權轉易關乎到外國集團營運於1904年投入服務、至今有逾百年歷史的香港電車的傳統潛在變化可能，及香港市民擔心股權轉易後票價會大大地增加。此外，亦有立法會議員表示擔心香港電車股權轉易後，法國公司以大行改革為理由大幅提高票務價值，使到電車此種在香港最為平民化的交通工具情況改變；另一方面，電車工會亦有代表表示擔心股權轉易後，會引發裁員及減薪危機。故此，是次股權轉易受到香港傳媒的廣泛追縱及報道。

## 事件
2009年4月7日，原來於1974年開始全資擁有香港電車的九龍倉集團宣布將香港電車的一半股份以少於1億歐元的價錢售予與法國投資的威立雅運輸集團，並且將日常的營運工作交由後者負責，以及可以行使收購權力增加持有股份至100%。事件隨即惹出香港輿論泛起，威立雅則承諾會致力保存香港電車繼續作為香港文化資產，包括會盡量保留電車的外觀及設計等。
2010年2月17日，九龍倉集團宣布於同年3月將所持有的所有香港電車剩餘股份全部出售予威立雅運輸集團，香港電車改變為由威立雅運輸集團全資擁有，惟沒有披露交易的價格。

## 各界反應
運輸及房屋局表示已經知悉有關香港電車股權轉易的事宜，股權轉讓的商業交易不會影響電車公司在《香港電車條例》下的《香港法律》地位和責任，電車公司必須繼續遵照《香港電車條例》的各項條款。發言人又表示，歡迎威立雅交通在香港作出更多的投資，並且會「保留電車的外貌和特色」，而相關香港政府部門將會繼續密切地監察香港電車的服務。

## 相關參見
- 香港電車
- 九龍倉集團
- 威立雅運輸集團